# The Little Match Seller (film 1902)
The Little Match Seller è un cortometraggio muto del 1902 diretto da James Williamson.
Si tratta della prima versione cinematografica della fiaba La piccola fiammiferaia di Hans Christian Andersen, e in assoluto del primo cortometraggio basato su un'opera del celebre scrittore danese. Non si conosce il nome della piccola interprete.
Nel 1912, uscì poi una versione della fiaba prodotta dalla Selig Polyscope che riprendeva sempre lo stesso titolo, The Little Match Seller. Il remake fu interpretato da Lynette Griffin.

## Trama
Girato in una singola inquadratura. Una bambina povera e con solo una scarpa si siede in un angolo lungo una strada a vendere dei fiammiferi. Dopo essere stata ignorata da un ricco signore, viene fatta oggetto del tiro di una palla di neve da parte di un monello di strada che le ruba anche l'altra scarpa. Un addetto all'illuminazione stradale accende una lampada. La bambina ora è sola e infreddolita e accende gli accendini per scaldarsi. Prima ha la visione di un caminetto con un fuoco scoppiettante, al secondo fiammifero vede una tavola imbandita con tanto di tacchino che le si avvicina prima di scomparire come la fiamma si spegne. Al terzo, appare un albero di Natale illuminato, mentre successivamente vede una donna (nella fiaba originale è specificato che si tratta della nonna morta) pronta ad abbracciarla e la bimba per mantenere la visione il più a lungo possibile accende tutti i restanti cerini. Infreddolita, muore mentre la neve cade copiosa e appare l'angelo della nonna che porta con sé l'anima della nipote in Cielo. Poco dopo, un poliziotto scopre, illuminandolo con una torcia elettrica, il corpo della piccina, morta sorridendo.

## Produzione
Il film fu prodotto dalla Williamson Kinematograph Company.

## Distribuzione
Distribuito dalla Williamson Kinematograph Company, il film uscì nelle sale britanniche nel dicembre del 1902. Negli USA, il film fu distribuito dall'Edison Manufacturing Company il 21 marzo 1903.
Copia della pellicola è conservata negli archivi dell'International Museum of Photography and Film at George Eastman House